# Gouffre de Corryvrekan

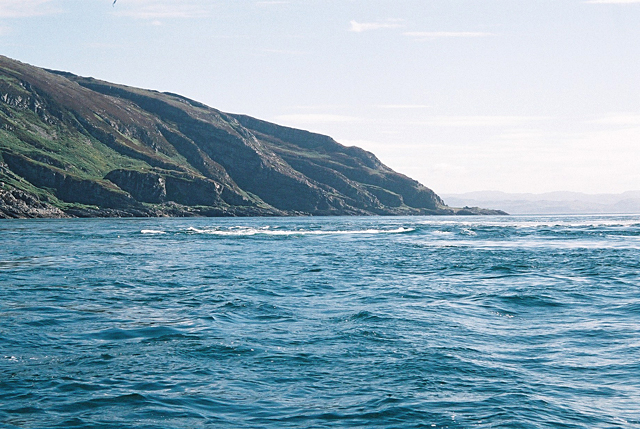
Le gouffre de Corryvreckan

Le gouffre de Corryvreckan est le troisième plus grand maelstrom du monde. Il se situe sur le côté nord du golfe de Corryvreckan en Écosse, entre les îles de Jura et Scarba.

## Description
La conjonction de la marée et du firth of Lorn à l'ouest peut provoquer des vagues de plus de 9 m. Le rugissement du maelstrom résultant peut être entendu à 15 km de là.
Pour tester la puissance des flots, une équipe documentaire de la maison de production écossaise Northlight Productions y a jeté un mannequin muni d'un gilet de sauvetage et d'une jauge de profondeur. Le mannequin a été avalé, puis rejeté loin en aval, la jauge indiquant 262 m de profondeur ; des traces portées au mannequin indiquaient qu'il avait été raclé sur le fond sur une grande distance.

## Littérature
Le gouffre de Corryvreckan apparaît au chapitre VI du Rayon vert de Jules Verne et fait l'objet du chapitre entier. Le personnage d'Helena Campbell y sauve Olivier Sinclair. 
L'écrivain suédois Björn Larsson y situe une des scènes les plus spectaculaires de son livre Le Cercle celtique.
Dans son ouvrage Le code secret de l'Odyssée, publié chez Robert Laffont, Paris, en 1969, Gilbert Pillot y situe les tourbillons de Scylla, après avoir démontré que le voyage d'Ulysse l'a conduit au delà des colonnes d'Hercule. Dans cette hypothèse, Charybde serait une grotte de l'île de Scarba.